# 舊皇宮 (布拉格)
布拉格舊皇宮是捷克首都布拉格的一座建築，位於布拉格城堡之內。布拉格舊皇宮的歷史可以追溯至12世紀。